# 超車

超車，是指在道路上駕車超過一輛較慢的車輛而行駛至其前方的行為。用於超車的車道一般為內側車道，即較接近道路中心而離路肩較遠的車道。在靠右行駛的地區，超車道為靠左的車道；反之，在靠左行駛的地區，超車道為靠右的車道。

## 慢線超車
慢線泛指離路肩最近的行車線。在三線或以上的高速公路，捨快線取慢線作超車的路徑，在多數國家都被認為是危險的駕駛行為。

## 各國的路標

## 賽車中的超車
賽車中的超車可以在轉彎或直路的位置發生。轉彎超車可以憑藉比對手遲剎車，再擋著對手的行車線而達成。直路超車則需要與對手的車尾緊貼，藉著前車的滑流為自己製造有利條件。